# Министерство культуры Румынии
Министерство культуры Румынии является специализированным органом правительства Румынии, который разрабатывает и проводит в жизнь политику культуры, искусства, религии и кино, в сотрудничестве с Национальным аудиовизуальным советом, а также стратегии в области телерадиовещания.
Министерство культуры и национального наследия находится в Бухаресте, Киселевской улице 30, сектор 1.
С 15 июня 2023 года министром культуры является Ралука Туркан.

## История
- Министерство культуры 2000
- Министерство культуры и национального наследия 2008

## Организационная структура
- Музеи
- Национальные театры
- Филармония
- Румынское бюро авторского права
- Национальный культурный фонд
- Национальная библиотека
- Культурный центр "Аркус"
- Европейский центр культуры
- Центр по изучению и исследованиям в области культуры - Бухарест
- Центр профессиональной подготовки в области культуры - Бухарест
- Национальный центр по защите и укреплению традиционной культуры - Бухарест
- Национальный центр кинематографии (CNC)
- Национальный центр танца - Бухарест
- Национальный художественный центр румынской молодежи
- Национальный центр культуры цыган - Бухарест
- Видео-издательство - Бухарест
- Институт культурной памяти - Бухарест
- Национальный институт по охране исторических памятников - Бухарест
- Национальный институт памяти изгнания румын - Бухарест
- Национальный институт по исследованиям в области консервации и реставрации - Лондон
- Национальный институт по изучению Холокоста в Румынии "Эли Визеля" - Бухарест
- Национальное управление по охране исторических памятников - Бухарест
- Творческая Киностудия - Лондон